# Церкви з розписами у гірському районі Троодос
Церкви з розписами у гірському районі Троодос (грец. Τοιχογραφημένοι ναοί στην περιοχή του όρους Τρόοδος) — комплекс пам'яток культури, який складається з 9 церков та монастиря, розташований у горах Троодос та датованими XI-XVI століттями. Об'єкт був включений до переліку об'єктів Світової спадщини ЮНЕСКО на Кіпрі 1985 року; у 2001 році його було розширено внесенням церкви Преображення у селі Палайхорі. У церквах збереглися розписи, які поєднують візантійський стиль та місцеві традиції іконопису.

## Розташування
9 церков та монастир розташовані у районі Нікосія, у районі Лімасол перебуває лише одна пам'ятка.
| 1 2 3 4 5 6 7 8 9 10class=notpageimage\| Об'єкти Світової спадщини ЮНЕСКО на мапі Кіпру |

## Церкви
| №  | Зображення | Назва                                                                           | Розташування                     | Час створення |
| -- | ---------- | ------------------------------------------------------------------------------- | -------------------------------- | ------------- |
| 1  |            | Церква святого Миколая під дахом (грец. Εκκλησία του Αγίου Νικολάου της Στέγης) | Район Нікосія село Какопетрія    | XI століття   |
| 2  |            | Монастир святого Івана Лампадиста (грец. Μονή του Αγίου Ιωάννη του Λαμπαδιστή)  | Район Нікосія село Калопайонотіс | XI століття   |
| 3  |            | Церква Всесвятої Богородиці (грец. Εκκλησία της Παναγίας της Ασίνου)            | Район Нікосія село Нікітарі      | XII століття  |
| 4  |            | Церква Всесвятої Богородиці (грец. Εκκλησία της Παναγίας του Άρακα)             | Район Нікосія село Лагудера      | XII століття  |
| 5  |            | Церква Всесвятої Богородиці (грец. Εκκλησία της Παναγίας του Μουτουλλά)         | Район Нікосія село Мутуллас      | XIII століття |
| 6  |            | Церква архангела Михаїла (грец. Εκκλησία του Αρχάγγελου Μιχαήλ)                 | Район Нікосія село Педулас       | XV століття   |
| 7  |            | Церква святого Хреста (грец. Εκκλησία του Τιμίου Σταυρού)                       | Район Лімасол село Пелендрія     | XII століття  |
| 8  |            | Церква Всесвятої Богородиці (грец. Εκκλησία της Παναγίας της Ποδίθου)           | Район Нікосія село Галата        | XVI століття  |
| 9  |            | Церква святого Хреста (грец. Εκκλησία του Τιμίου Σταυρού του Αγιασμάτι)         | Район Нікосія село Платаністаса  | XV століття   |
| 10 |            | Церква Преображення (грец. Εκκλησία της Μεταμορφώσεως του Σωτήρος)              | Район Нікосія село Палайхорі     | XVI століття  |